# Conférence épiscopale de Tanzanie
La Conférence épiscopale de Tanzanie (en anglais : Tanzania Episcopal Conference) est une conférence épiscopale de l’Église catholique qui rassemble les ordinaires de la hiérarchie catholique de la Tanzanie.
La conférence est membre de l’Association des conférences épiscopales membres d’Afrique de l’Est,, (Association of Member Episcopal Conferences in Eastern Africa, AMECEA), et de fait du Symposium des conférences épiscopales d’Afrique et de Madagascar,, (SCEAM ou SECAM). Son président est après 2018 Gervas John Mwasikwabhila Nyaisonga (sw).

## Membres

### Conférence plénière
La conférence réunit les ordinaires des trente-quatre diocèses de Tanzanie. Elle est basée à Dar es Salam, capitale du pays.

### Présidents
Le président de la conférence est en 2023 Gervas John Mwasikwabhila Nyaisonga (sw), archevêque de Mbeya (it), depuis le 23 juin 2018.
Il y a précédemment eu :
- Placidus Gervasius Nkalanga (sw), évêque de Bukoba (it), de 1969 à 1970 ;
- James Dominic Sangu (fi), évêque de Mbeya (it), de 1970 à 1976 ;
- Mario Epifanio Abdallah Mgulunde (fi), évêque d’Iringa, de 1976 à 1982 ;
- Anthony Peter Mayalla (fi), archevêque de Mwanza (en), de 1982 à 1988 ;
- Josaphat Louis Lebulu (fi), évêque de Same (it), de 1988 à 1994 ;
- Justin Tetmu Samba (no), évêque de Musoma (it), de 1994 à 2000 ;
- Severine Niwemugizi (fi), évêque de Rulenge-Ngara (it), de 2000 à 2006 ;
- Jude Thaddaeus Ruwa'ichi (en), archevêque de Dar es Salam, de 2006 à juillet 2012 ;
- Tarcisius Ngalalekumtwa (fi), évêque d’Iringa, de juillet 2012 au 23 juin 2018.

### Vice-présidents
Le vice-président de la conférence est en 2023 Flavian Kassala (de), évêque de Geita (it), depuis le 23 juin 2018.

### Secrétaires généraux
Le secrétaire général de la conférence est en 2023 le frère Charles Kitima, depuis le 23 juin 2018.

## Historique
Les évêques du Tanganyika décident de se réunir à partir de 1956, sous le nom de Tanganyika Catholic Welfare Conference (« Conférence du bonheur catholique du Tanganyika », abrégé TCWC). En octobre 1957, ses statuts sont modifiés, et la conférence est renommée Tanganyika Catholic Welfare Organization (« Organisation du bonheur catholique du Tanganyika », abrégé TCWO).
En janvier 1958, l’organisation est enregistrée auprès du gouvernement ; elle devient ensuite une fiducie. Elle devient la Tanganyika Episcopal Conference en 1961 à la suite de l'indépendance du Tanganyika, et la Tanzania Episcopal Conference en 1964 après la création de la Tanzanie par fusion du Tanganyika et du Zanzibar. Les statuts sont approuvés par le Saint-Siège le 8 janvier 1980.

## Sanctuaire
La conférence n’a pas, en 2023, désigné de sanctuaire national.